# Василівка (Грушівський старостинський округ, Куп'янський район)
Васи́лівка — село в Україні, у Куп'янському районі Харківської області. Входить до складу Кіндрашівської сільської громади. Населення становить 66 осіб.

## Географія
Село Василівка знаходиться на лівому березі річки Сенек, вище за течією примикає село Грушівка, нижче за течією на відстані 1 км розташоване село Осадьківка. Поруч проходить автомобільна дорога Н26 і залізниця, найближча станція Осадьківка за 2 км.

## Історія
- 1675 — дата заснування.
- 7 (20) листопада 1917 року, відповідно до Третього Універсалу Української Центральної Ради, увійшло до складу Української Народної Республіки[1].
- До 2020 року орган місцевого самоврядування— Грушівська сільська рада.
- 12 червня 2020 року, відповідно до розпорядження Кабінету Міністрів України № 725-р «Про визначення адміністративних центрів та затвердження територій територіальних громад Харківської області», увійшло до складу Кіндрашівської сільської територіальної громади[2].